# (120375) Kugel
(120375) Kugel, provisorische Bezeichnung 2005 PB6, ist ein Asteroid und Kleinplanet des inneren Asteroiden-Hauptgürtels, der am 10. August 2005 von der französischen Amateurastronomin Claudine Rinner am Observatorium von Ottmarsheim entdeckt wurde.

## Name
(120375) Kugel erhielt nach seiner Entdeckung zunächst die provisorische Bezeichnung 2005 PB6. 2009 wurde er nach François Kugel benannt. François Kugel wurde 1959 geboren. Er ist ein französischer Amateurastronom, der über 410 Entdeckungen von Himmelskörpern machte. Er arbeitete mit Claudine Rinner zusammen. 2005 gründete er das Observatoire Chante-Perdrix (Sternwarten-Code: A77). Dort führt er seine Beobachtungen durch und gibt anderen Astronomen die Möglichkeit, ihre Instrumente aufzustellen.

## Umlaufbahn
(120375) Kugel umkreist die Sonne in einer Entfernung von 1,807 bis 2,83 AE alle 3,53 Jahre einmal. Seine Umlaufbahn hat eine Exzentrizität von 0,2203 bezogen auf die Große Halbachse von 2,318 AE und eine Bahnneigung von 2,76 Grad bezogen auf die Ekliptik.

## Familie
(120375) Kugel gehört keiner Familie an. Manchmal wird er als Mitglied der Flora-Familie betrachtet. Das ist ein großer Asteroiden-Clan, die größte Familie steiniger Asteroiden im Asteroidengürtel.

## Spektraltyp
(120375) Kugel wird entsprechend der Taxonomie des Sloan Digital Sky Survey der Spektralklasse SQ zugeordnet. Diese Spektralklasse entspricht einem Übergang von Spektralklasse S = Silicate, hellere Oberfläche zur Spektralklasse Q = rötliche Oberfläche.

## Rotationsperiode
Für (120375) Kugel wurde 2012 von der Palomar-Transient-Factory aus photometrischen Beobachtungen eine Lichtkurve bestimmt. Daraus konnte eine vorläufige Rotationsperiode von 6,923 Stunden errechnet werden.

## Durchmesser und Albedo
Der Asteroid wurde nicht vom Wide-Field Infrared Survey Explorer, vom ASTRO-F und vom Infrared Astronomical Satellite beobachtet. Die Daten für den Durchmesser 1,15 Kilometer und die Albedo 0,24 wurden aus Berechnungen des Collaborative Asteroid Lightcurve Link übernommen.

## Beobachtungen
(120375) Kugel wurde bereits vor seiner Entdeckung seit 1998 von Lincoln Laboratory ETS, Lowell-Observatorium LONEOS, Palomar Mountain NEAT, Steward Observatory Kitt Peak Spacewatch und vom Catalina Sky Survey beobachtet. Seit seiner Entdeckung gab und gibt es weitere Beobachtungen durch die genannten Observatorien und durch Astronomisches Observatorium Andruschiwka, Haleakalā-AMOS, Mount-Lemmon-Observatorium, Apache-Point-Observatorium Sloan Digital Sky Survey, LPL Spacewatch II, Haleakala-Pan-STARRS-1, Tenagra II Observatory Nogales, Sternwarte am purpurnen Berg XuYi Station, Space Surveillance Telescope Atom Side, Messstation Mauna Loa ATLAS-MLO, Haleakala-ATLAS-HKO, Haleakala-Pan-STARRS-2 und Palomar-Mountain-ZTF.